# Dora Kramer
Dora Maria Tavares de Lima Kramer (Rio de Janeiro, 5 de abril de 1955) é uma jornalista, colunista e escritora brasileira.

## Biografia
Nascida no Rio de Janeiro, formou-se no curso de Jornalismo pela Faculdade Cásper Líbero (FCL) no ano de 1977.
Foi colunista política diária dos jornais O Estado de S. Paulo e O Dia do Rio de Janeiro.
Junto com Pedro Collor, Dora Kramer foi co-autora do livro Passando a limpo - a trajetória de um farsante da editora Record, em que Pedro acusa os desmandos de seu irmão, Fernando Collor na vida política e privada. Este livro foi um best-seller em 1993.
Em 2010, lançou, pela editora Barcarolla, o seu terceiro livro, O poder pelo avesso.
Foi colunista da revista VEJA entre fevereiro de 2017 e maio 2022, quando pediu demissão.
É colunista da Folha de S.Paulo desde março de 2023 e também comentarista de política na rádio Jovem Pan News e em suas redes sociais, tendo antes integrado a equipe da BandNews FM.

## Publicações
- Passando a limpo - a trajetória de um farsante, Ed. Record, 1993.[4]
- O resumo da história: fatos e personagens que marcaram a política brasileira, Ed. Objetiva, 2000.[9]
- O poder pelo avesso: 99 crônicas políticas, Ed. Barcarolla, 2010.[10]